# Salles-Adour
Salles-Adour é uma comuna francesa na região administrativa de Occitânia, no departamento dos Altos Pirenéus. Estende-se por uma área de 2,48 km². Em 2010 a comuna tinha 613 habitantes (densidade: 247,2 hab./km²).